# Hewa Bora Airways-vlucht 122
Hewa Bora Airways Vlucht 122 was een binnenlandse lijnvlucht van Luchthaven Goma Internationaal, Goma via Luchthaven Bangoka Internationaal, Kisangani naar Luchthaven N'djili, Kinshasa, Congo-Kinshasa. Op 15 april 2008 kwam de McDonnell Douglas DC-9-51 niet goed van de startbaan en crashte vervolgens 100 meter na het einde van de startbaan in een woonwijk, waar hij vlam vatte. Drie passagiers en zeker 37 mensen op de grond kwamen om het leven.